# Пастушок родригійський
Пастушок родригійський (Erythromachus leguati) — вимерлий вид журавлеподібних птахів родини пастушкових (Rallidae). Він був ендеміком острова Родригес в Індійському океані. Відомий з ряду кісток і з кількох звітів мандрівників. Вимер у середині 18 століття.

## Опис
Птах сягав близько 35 см завдовжки і важив принаймні 500 г. Мав сіре оперення, червоний дзьоб, червоні ноги та голу червону пляму навколо ока. Дзьоб був довгий і загнутий донизу. Він не літав і харчувався черепаховими яйцями.

## Історія
Вперше птах згадується у мемуарах французького мандрівника Франсуа Легуа 1708 року «Нова подорож до Ост-Індії». Під час своєї мандрівки він перебував на острові Родригес у 1691–1693 роках. Вдруге птах згадується у звіті французького мандрівника Жюльєна Таффоре 1725–26 років «Relation de l'Ile Rodrigue». У 1761 році острів відвідав французький мандрівник Александр Гі Пінгре. У своєму звіті він відмітив повну відсутність цього та деяких інших птахів на Родригесі. Його швидке зникнення, ймовірно, було спричинене кішками, що були введені для боротьби з пацюками приблизно в 1750 році, і вид міг вимерти протягом десяти років.